# Gige
Gige là một thị trấn thuộc hạt Somogy, Hungary. Thị trấn này có diện tích 13,19 km², dân số năm 2010 là 355 người, mật độ 27 người/km².